# 奈良県道269号馬佐清水谷線
奈良県道269号馬佐清水谷線（ならけんどう269ごう ばさしみずたにせん）は、奈良県吉野郡大淀町から高市郡高取町に至る一般県道である。

## 概要
吉野郡大淀町大字比曽から高市郡高取町大字高取に至る。

### 路線データ
- 起点：吉野郡大淀町大字比曽（奈良県道222号今木出口線交点）
- 終点：高市郡高取町大字高取（奈良県道119号明日香清水谷線交点）

## 地理

### 通過する自治体
- 奈良県
  - 吉野郡大淀町 - 高市郡高取町

### 交差する道路
| 交差する道路                | 市町村名 | 市町村名 | 交差する場所 | 交差する場所 |
| --------------------------- | -------- | -------- | ------------ | ------------ |
| 奈良県道222号今木出口線     | 吉野郡   | 大淀町   | 大字比曽     | 起点         |
| 奈良県道119号明日香清水谷線 | 高市郡   | 高取町   | 大字高取     | 起点         |

### 沿線
- 壷阪寺
- 壺阪峠
- 安産の滝（あんさんのたき）